# Kamal Jumblatt

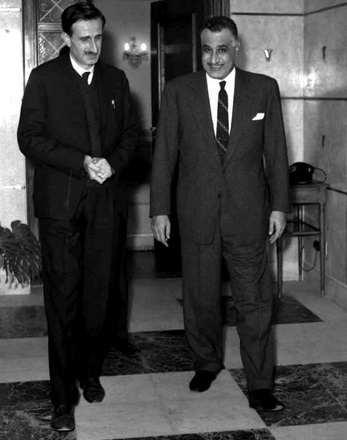
Kamal Jumblatt (l) met Gamal Abdel Nasser in 1966

Kamal Jumblatt of Joumblatt (Arabisch: كمال جنبلاط, Kamāl Ǧunbalāṭ) (Moukthara (Chouf), 7 augustus 1917 – Chouf , 16 maart 1977) was een Libanees politicus. 
Kamal Jumblatt was afkomstig uit een vooraanstaande Druzische familie, die al eeuwen het Choufgebergte regeerde. Zijn vader, Fouad Jumblatt, de chef van het Choufgebergte, werd in 1931 vermoord. Zijn moeder Nazira speelde daarna een belangrijke politieke rol. 
Kamal Jumblatt studeerde aan het Lazarus Vaders Instituut in Aintoura waar hij zijn hogeschooldiploma's behaalde voor filosofie, Libanees, Frans, wetenschappen en literatuur. In 1938 studeerde hij af in de psychologie aan de Sorbonne. In 1939 keerde Jumblatt terug naar Libanon en studeerde rechten aan de St. Josef Universiteit. Hij promoveerde in 1945. 
Na de dood van Hikmat Jumblatt, Kamals neef en politiek leider van Druzen, deed Kamal Jumblatt zijn intrede in de landspolitiek van Libanon (1943). In 1943 werd Jumblatt voor de Druzische bevolkingsgroep in het Libanese Huis van Afgevaardigden gekozen en in 1946 werd hij minister van economische zaken, landbouw en sociale zaken. In 1947 trad hij af.
In 1948 trouwde Jumblatt met May Arslan, de dochter van prins Shakib Arslan. Hun enige zoon, Walid Jumblatt, werd in 1949 geboren.
In 1949 richtte Jumblatt met voornamelijk Druzische medestanders de Progressieve Socialistische Partij op. In naam was de partij niet-confessioneel, maar later zou de PSP de spreekbuis voor de Druzen worden. Hij woonde diverse inter-Arabische conferenties bij. Als parlementariër voor de PSP en de Druzen (1949-1977) was hij een belangrijk opponent van de Falangisten van sjeik Pierre Gemayel. In 1958 leidde hij een nationale opstand tegen de regering, die echter met Amerikaanse hulp werd onderdrukt. Desondanks trad de president, Camille Chamoun, in dat jaar af.
In 1965 verenigde Jumblatt de progressieve partijen in het door hem opgerichte Nationaal Personalistisch Front (NPF). In 1966 bezocht hij als lid van een delegatie de Volksrepubliek China en in 1972 won hij de 'Lenin Vredesprijs'. 
Van 1966 tot 1968 was Jumblatt minister van Post, Telegrafie en Telefonie. 
In 1975, aan de vooravond van de burgeroorlog, verenigde hij de moslimpartijen in de Nationale Beweging. Hoewel dit een moslimbeweging was, onderhield hij goede contacten met alle religieuze groeperingen in Libanon, inclusief de christenen.
In 1977 werd hij vermoord. Zijn dood past in een lange rij van moordaanslagen op vooraanstaande Libanezen. Als PSP-voorzitter en chef van de Druzen werd hij opgevolgd door zijn zoon Walid Jumblatt.
Jumblatt stond bekend als een kenner van de Arabische literatuur en de Griekse filosofie en Oosterse godsdienst. Jumblatt is echter het meest bekend geworden als de leider van de Druzische geloofsgemeenschap. 